# Wolf Hall
Wolf Hall és una sèrie de televisió britànica emesa per primera vegada a BBC Two el gener de 2015. La sèrie de sis parts és una adaptació de dues de les novel·les de Hilary Mantel, Wolf Hall i Bring Up the Bodies, una biografia de ficció que documenta el ràpid ascens al poder de Thomas Cromwell a la cort d'Enric VIII fins a la mort de Sir Thomas More, seguit de l'èxit de Cromwell en alliberar el rei del seu matrimoni amb Anna Bolena. Wolf Hall es va emetre per primera vegada l'abril de 2015 als Estats Units per PBS i a Austràlia per BBC First. El 2022 es va informar que una segona sèrie, que cobria la novel·la final de la trilogia, estava en preproducció, amb Mark Rylance i el director Peter Kosminsky tornant. Ha estat subtitulada al català.

## Repartiment
- Mark Rylance com a Thomas Cromwell[5][6]
- Damian Lewis com a Enric VIII[7][8]
- Claire Foy com a Anna Bolena
- Bernard Hill com a Thomas Howard, III duc de Norfolk
- Anton Lesser com a Thomas More
- Mark Gatiss com a Stephen Gardiner
- Mathieu Amalric com a Eustache Chapuys
- Joanne Whalley com a Caterina d'Aragó
- Lily Lesser com a Princesa Maria
- Jonathan Pryce com el Cardenal Wolsey
- Thomas Brodie-Sangster com a Ralph Sadler
- Kate Phillips com a Jane Seymour

## Producció
El 23 d'agost de 2012, la BBC Two va anunciar diverses comissions noves, una de les quals va ser Wolf Hall. Segons The Guardian, s'havien de gastar 7 milions de lliures en l'adaptació. La supervisora de BBC Two, Janice Hadlow, va dir que va ser "molt afortunat de tenir els drets" de les dues novel·les i va qualificar de Wolf Hall "una gran novel·la contemporània".

## Llista d'episodis
| Núm. | Títol                   | Direcció        | Guió            | Data d'emissió original |
| ---- | ----------------------- | --------------- | --------------- | ----------------------- |
| 1    | «Un truc de cartes»     | Peter Kosminsky | Peter Straughan | 21 de gener de 2015     |
| 2    | «El més estimat»        | Peter Kosminsky | Peter Straughan | 28 de gener de 2015     |
| 3    | «Reina Anna»            | Peter Kosminsky | Peter Straughan | 4 de febrer de 2015     |
| 4    | «La furga del diable»   | Peter Kosminsky | Peter Straughan | 11 de febrer de 2015    |
| 5    | «Corbs»                 | Peter Kosminsky | Peter Straughan | 18 de febrer de 2015    |
| 6    | «Mestre dels Fantasmes» | Peter Kosminsky | Peter Straughan | 25 de febrer de 2015    |